# O Fogo e as Cinzas
O Fogo e as Cinzas é um livro de contos de Manuel da Fonseca publicado inicialmente em 1953.
O Fogo e as Cinzas é um significativo livro da moderna literatura portuguesa com o qual Manuel da Fonseca atinge a maturidade revelando-se um escritor de tendência regionalista e de funda preocupação humana, ao retratar a vida pobre dos trabalhadores rurais das planícies alentejanas. Os contos são acerca do Alentejo dos anos 1940s e 1950s, rústico e em decomposição que assistia aos primeiros passos de um progresso lento.
No prefácio à 9ª edição de O Fogo e as Cinzas (1982), Manuel da Fonseca refere como surgiu o livro. Carlos de Oliveira tomou a iniciativa de reunir contos que Manuel da Fonseca tinha publicado, a partir de 1944, sobretudo na revista feminina mensal Eva. Jornal da Mulher e do Lar a cujo corpo redactorial Carlos de Oliveira pertencia. Desde a década de 1940s até incluindo à de 1960s, esta revista teve como jornalistas figuras da intelectualidade oposicionista ao regime como Manuela Porto, Rogério de Freitas, José Cardoso Pires ou Maria Judite de Carvalho, o que se refletia no seu conteúdo ao publicar textos de grandes autores estrangeiros e portugueses, entre eles Manuel da Fonseca. Do que viria a ser a colectânea O Fogo e as Cinzas, seis dos seus onze contos foram publicados inicialmente naquela revista.
No mesmo prefácio, Manuel da Fonseca descreve também as circunstâncias que antecederam a
publicação de O Fogo e as Cinzas, referindo que passava por um período de desencanto e abrandamento da sua produção literária, a que não seria alheio o impacto das críticas da ortodoxia neo-realista ao romance Cerromaior: «Escrevia, lá de quando em quando, um conto, ao calhas, em casa ou num café. Se possível, nesse mesmo dia, vendia-o (seria para isso que escrevia?) a uma revista, a um jornal. Não guardava cópia, não tomava nota da data. Depois se veria».:8

## Contos
Os 11 contos constantes do livro são:
- O largo
- A harpa
- O fogo e as cinzas
- Noite de Natal
- Amor agreste
- O retrato
- A testemunha
- O último senhor de Albarrã
- Um nosso semelhante
- Sempre é uma companhia
- Meio pão com recordações

## Título
Sobre o título, escreveu Manuel da Fonseca no referido prefácio: "Quanto ao título tirei-o, como de uso, de um dos contos. Não terá sido a melhor escolha. Queria um título que desse, em síntese, a sugestão do conteúdo do livro. Um título que desse o antes e o depois dos acontecimentos do livro. Para isso, o primeiro dos contos, «O largo», onde se dá conta das modificações originadas pela chegada do comboio à vila, ou «Sempre é uma companhia», que descreve a mudança operada na aldeia pela telefonia, seriam preferíveis. Mas nenhum tem, nos títulos, as palavras-chave da ideia de antes e depois, que é a constante do conjunto do livro. «O fogo e as cinzas», abstraindo o tema do próprio conto, será, na ordem inversa das palavras, o menos mau dos títulos, se aceitarmos que das cinzas pode renascer o fogo, para o caso, uma nova Fénix.":14